# メガシティ

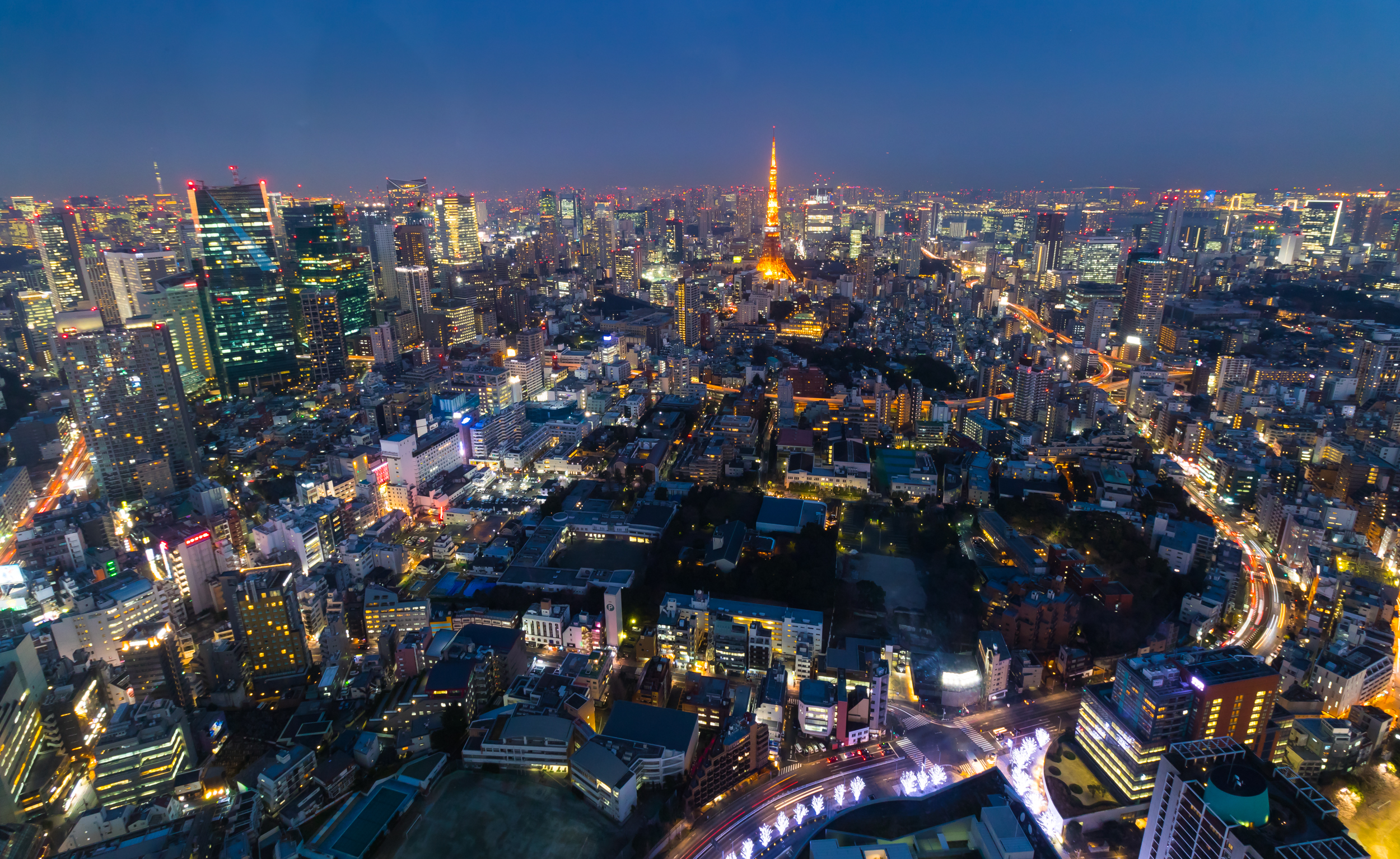
世界最大のメガシティである東京

メガシティ（英: megacity）とは、巨大な都市のことである。特に都市的地域や都市圏人口が1,000万人以上の都市部を指すことが多い。日本語で最大都市と訳されることもある。

## 概要
メガシティの定義は様々ではあるが、国際連合の統計局の定義によると、人工建造物・居住区や人口密度が連続する都市化地域である都市的集積地域 (urban agglomeration) の居住者が少なくとも1,000万人を超える都市部だとしている。したがってその都市の行政区域のみの人口ではなく、都市的集積地域としての実質的な都市部を他の区域まで形成している場合は、その区域の人口も含めることになる。逆に重慶市のように市の人口は約3,000万人であるが、市の面積そのものが北海道並みに広く、実際の都市的集積地域が市域よりも遥かに狭い場合は、市の一部のエリアの都市的集積地域の人口で計測されている。ちなみに重慶市の2016年の都市的集積地域の人口は744万人であり、1,000万人以上のメガシティとは評価されておらず、他の多くの都市圏人口の指標においても1,000万人以下の評価である。ただし2020年時点では行政区内で発達した都市圏の人口が1,000万人を超えておりメガシティとする見方もある。また、ドイツにおけるラインルール大都市圏はケルンやデュッセルドルフ、ドルトムントなどの50万-100万人規模の都市が複数連なって形成された大都市圏であるが、人口1,000万人を超える一方で中心となる都市がないため一体の都市圏と見なされない事もあり、メガシティかどうかは意見が分かれている。
この国連の統計によると2018年現在、世界最大のメガシティは人口3,805万人の東京であり、1955年に当時世界最大のメガシティであったニューヨークを抜いて以来、世界一を維持している。
世界で最初に人口1,000万人以上のメガシティになったのはニューヨークであり、その後、東京が初の2,000万人超えと3,000万人超えを果たしている。1975年には東京、ニューヨーク、大阪の3都市のみがメガシティとされていたが、2020年には発展途上国の大都市の急激な成長もあり、約40都市にまで急増している。国連の報告書によると、2030年にも世界一のメガシティは東京が維持していると予測されている。

## 統計

### 人口1,000万人以上のメガシティ
≧4000万人>≧3500万人>≧3000万人>≧2500万人>≧2000万人>≧1500万人>≧1000万人

### 世界のメガシティの人口
| 都市名           | 画像                     | 国               | 地域            | 推定人口               | 推定人口         | 推定人口     |
| 都市名           | 画像                     | 国               | 地域            | CityPopulation.de 2022 | Demographia 2020 | UN DESA 2018 |
| ---------------- | ------------------------ | ---------------- | --------------- | ---------------------- | ---------------- | ------------ |
| ベンガルール     |                          | インド           | 南アジア        | 13,200,000             | 13,707,000       | 11,440,000   |
| バンコク         |                          | タイ             | 東南アジア      | 19,900,000             | 17,066,000       | 10,156,000   |
| 北京             |                          | 中国             | 東アジア        | 20,500,000             | 19,433,000       | 19,618,000   |
| ボゴタ           |                          | コロンビア       | 南米            | 10,000,000             | 9,464,000分      | 10,574,000   |
| ブエノスアイレス |                          | アルゼンチン     | 南米            | 16,800,000             | 16,157,000       | 14,967,000   |
| カイロ           |                          | エジプト         | 北アフリカ      | 21,900,000             | 19,372,000       | 20,076,000   |
| 成都             |                          | 中国             | 東アジア        | 15,200,000             | 11,309,000       | 8,813,000分  |
| チェンナイ       |                          | インド           | 南アジア        | 11,900,000             | 11,324,000       | 10,456,000   |
| 重慶             |                          | 中国             | 東アジア        | 10,100,000             | 7,739,000分      | 14,838,000   |
| デリー           |                          | インド           | 南アジア        | 32,400,000             | 29,617,000       | 28,514,000   |
| ダッカ           |                          | バングラデシュ   | 南アジア        | 20,900,000             | 15,443,000       | 19,578,000   |
| 広州             |                          | 中国             | 東アジア        | 65,100,000             | 20,902,000       | 12,638,000   |
| 杭州             |                          | 中国             | 東アジア        | 12,500,000             |                  | Sent off     |
| ホーチミン市     |                          | ベトナム         | 東南アジア      | 10,900,000             | 13,312,000       | 8,145,000分  |
| ハイダラーバード |                          | インド           | 南アジア        | 10,700,000             | 9,746,000分      | 9,482,000分  |
| イスタンブール   |                          | トルコ           | ヨーロッパ/中東 | 16,500,000             | 15,154,000       | 14,751,000   |
| ジャカルタ       |                          | インドネシア     | 東南アジア      | 28,600,000             | 34,540,000       | 10,517,000   |
| ヨハネスブルグ   |                          | 南アフリカ共和国 | 南部アフリカ    | 14,500,000             | 9,505,000分      | 5,486,000分  |
| カラチ           |                          | パキスタン       | 南アジア        | 18,600,000             | 14,835,000       | 15,400,000   |
| キンシャサ       |                          | コンゴ民主共和国 | 中部アフリカ    | 14,500,000             | 13,528,000       | 13,171,000   |
| コルカタ         |                          | インド           | 南アジア        | 17,200,000             | 17,560,000       | 14,681,000   |
| ラゴス           |                          | ナイジェリア     | 西アフリカ      | 20,700,000             | 15,279,000       | 13,463,000   |
| ラホール         |                          | パキスタン       | 南アジア        | 13,900,000             | 11,021,000       | 11,738,000   |
| リマ             |                          | ペルー           | 南米            | 11,400,000             | 9,848,000分      | 10,391,000   |
| ロンドン         |                          | イギリス         | ヨーロッパ      | 14,800,000             | 10,979,000       | 9,046,000分  |
| ロサンゼルス     |                          | アメリカ合衆国   | 北米            | 17,500,000             | 15,402,000       | 12,458,000   |
| マニラ           | Metro_Manila_Skyline.jpg | フィリピン       | 東南アジア      | 26,400,000             | 23,088,000       | 13,482,000   |
| メキシコシティ   |                          | メキシコ         | 北米            | 24,700,000             | 20,996,000       | 21,581,000   |
| モスクワ         |                          | ロシア           | ヨーロッパ      | 17,400,000             | 17,125,000       | 12,410,000   |
| ムンバイ         |                          | インド           | 南アジア        | 26,100,000             | 23,355,000       | 19,980,000   |
| 名古屋           |                          | 日本             | 東アジア        | 10,500,000             | 9,113,000分      | 9,507,000分  |
| ニューヨーク     |                          | アメリカ合衆国   | 北米            | 23,000,000             | 20,870,000       | 18,819,000   |
| 大阪             |                          | 日本             | 東アジア        | 17,700,000             | 14,977,000       | 19,281,000   |
| パリ             |                          | フランス         | ヨーロッパ      | 11,400,000             | 11,020,000       | 10,901,000   |
| リオデジャネイロ |                          | ブラジル         | 南米            | 13,300,000             | 12,272,000       | 13,293,000   |
| サンパウロ       |                          | ブラジル         | 南米            | 22,700,000             | 22,046,000       | 21,650,000   |
| ソウル           |                          | 韓国             | 東アジア        | 24,800,000             | 21,794,000       | 9,963,000分  |
| 上海             |                          | 中国             | 東アジア        | 39,300,000             | 22,120,000       | 25,582,000   |
| 深圳             |                          | 中国             | 東アジア        | 広州に含まれる         | 15,929,000       | 11,908,000   |
| テヘラン         |                          | イラン           | 中東            | 15,800,000             | 13,633,000       | 8,896,000分  |
| 天津             |                          | 中国             | 東アジア        | 11,200,000             | 10,800,000       | 13,215,000   |
| 東京             |                          | 日本             | 東アジア        | 40,700,000             | 37,977,000       | 37,468,000   |
| 武漢             |                          | 中国             | 東アジア        | 10,800,000             |                  |              |
| 厦門             |                          | 中国             | 東アジア        | 14,100,000             | 4,773,000分      | 3,585,000分  |
| 西安             |                          | 中国             | 東アジア        | 11,600,000             | Sent off         | Sent off     |

※ドイツにおけるラインルール大都市圏は、ケルンやデュッセルドルフなど約十の都市を中心とする多極型都市圏であり、メガシティに類するかどうかでは意見が分かれる事もある。

## 突破記録
・1000万人　1938年ニューヨークが世界初人口1000万人を突破する。1945年に東京、1959年には大阪が世界2番目、3番目に1000万人を突破した。
・2000万人　1964年に東京が世界初人口2000万人を突破する。
・3000万人　1985年に東京が世界初人口3000万人を突破する。

・4000万人　2020年に東京が世界初人口4000万人を突破する。未だに4000万人越えは東京のみ。